# Carrie Fisher

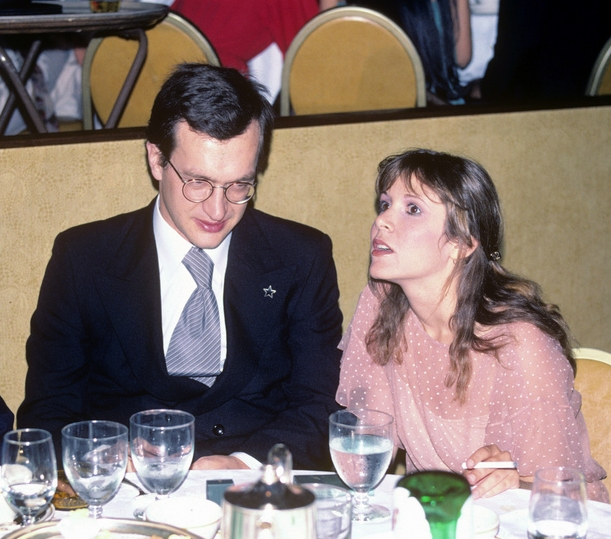
Carrie Fisher met regisseur Wim Wenders (1978)

Carrie Fisher (Beverly Hills, 21 oktober 1956 – Los Angeles, 27 december 2016) was een Amerikaans actrice, vooral bekend door haar rol als prinses Leia in de Star Wars-saga van regisseur George Lucas.

## Privéleven
Fisher was de dochter van actrice Debbie Reynolds (1932–2016) en zanger Eddie Fisher (1928–2010). Ze was van 1983 tot 1984 elf maanden getrouwd met zanger Paul Simon. Ze had ook een korte relatie met impresario Bryan Lourd, met wie ze ook een dochter had, Billie Lourd.
In 2008 hield Fisher lezingen in de Verenigde Staten onder het motto Wishful Drinking, waarin ze vertelde over haar drugs- en drankverslaving en haar leven met een bipolaire stoornis.

## Loopbaan
Fisher had in 1975 een bijrol in de film Shampoo. Ze raakte bij het filmpubliek bekend als prinses Leia in Star Wars: Episode IV: A New Hope (1977), Star Wars: Episode V: The Empire Strikes Back (1980) en Star Wars: Episode VI: Return of the Jedi (1983). Ze speelde die rol opnieuw in Star Wars: Episode VII: The Force Awakens (2015). In Rogue One: A Star Wars Story uit 2016 werden haar gelaatstrekken digitaal over die van Ingvild Deila geplakt, die in deze film de rol van Leia fysiek op zich nam. Haar laatste film was Star Wars: Episode VIII: The Last Jedi (2017), hiervoor waren de opnamen in de zomer van 2016 afgerond. Voor de vervolgfilm Star Wars: Episode IX: The Rise of Skywalker (2019) werden archiefbeelden gebruikt van Fisher.
Fisher speelde in de in 1980 verschenen film The Blues Brothers de rol van ex-vriendin van Jake, gespeeld door John Belushi.
Fisher schreef in 1987 het autobiografische boek Postcards From the Edge (in het Nederlands vertaald als 'Groeten van een Randgeval') en schreef later ook het scenario voor de film Postcards from the Edge met Meryl Streep, Shirley MacLaine en Dennis Quaid in de hoofdrollen.
Haar laatste boek kwam uit in november 2016, vlak voor haar plotselinge dood. "The Princess Diarist" gaat over haar belevenissen achter de schermen bij opnames van haar films.

## Overlijden
Op 23 december 2016 werd Fisher tijdens een vlucht van Londen naar Los Angeles van United Airlines getroffen door een zware hartaanval, terwijl ze op haar terugweg was van Brugge naar huis. Ze werd na reanimatie in kritieke toestand naar het Ronald Reagan UCLA Medical Center gebracht, waar ze aan de beademing kwam te liggen. Ze overleed op 27 december op 60-jarige leeftijd. Een dag later overleed ook haar 84-jarige moeder Debbie Reynolds, nadat zij was opgenomen in het ziekenhuis met een beroerte. In juni 2017 werd bekendgemaakt dat er verschillende soorten drugs waren aangetroffen in Fishers bloed.
Fisher werd gecremeerd en daarna samen met haar moeder begraven op het Forest Lawn Memorial Park in de Hollywood Hills.

## Selecte filmografie
- Shampoo (1975)
- Star Wars: Episode IV: A New Hope (1977)
- Star Wars: Episode V: The Empire Strikes Back (1980)
- The Blues Brothers (1980)
- Star Wars: Episode VI: Return of the Jedi (1983)
- When Harry Met Sally... (1989)
- The 'Burbs (1989)
- Hook (1991)
- Jay and Silent Bob Strike Back (2001)
- Heartbreakers (2001) – Mrs. Surpin, huishoudster van de tabaksmiljardair Tensy (Gene Hackman)
- Charlie's Angels: Full Throttle (2009)
- Sorority Row (2009)
- Star Wars: Episode VII: The Force Awakens (2015)
- Star Wars: Episode VIII: The Last Jedi (2017)
- Star Wars: Episode IX: The Rise of Skywalker[5] (2019, archiefbeelden)

## Eerbetoon
In juni 2021 werd aan Fisher postuum een ster op de Hollywood Walk of Fame toegekend, nadat fans daarop vier jaar lang hadden aangedrongen. De ster werd uiteindelijk pas onthuld op 4 mei 2023.
- Bibsys: 90567975
- Biblioteca Nacional de España: XX1110382
- Bibliothèque nationale de France: cb122000970 (data)
- Catàleg d'autoritats de noms i títols de Catalunya: 981058511323206706
- CiNii: DA0885931X
- Gemeinsame Normdatei: 111923212
- International Standard Name Identifier: 0000 0001 2135 6960
- Library of Congress Control Number: n86011211
- Nationale Bibliotheek van Letland: 000344750
- MusicBrainz: 04fb59cd-c27e-4fda-a280-2ce6f2a75d1a
- Bibliotheek van het Japanse parlement: 00466494
- Nationale Bibliotheek van Tsjechië: xx0061997
- Nationale bibliotheek van Australië: 36031296
- Nationale Bibliotheek van Israël: 987007261147205171
- Nationale Bibliotheek van Polen: a0000001039030
- Nederlandse Thesaurus van Auteursnamen: 072983647
- Réseau des bibliothèques de Suisse occidentale: 02-A003245901
- Istituto Centrale per il Catalogo Unico: CFIV091355
- LIBRIS: 399738
- SNAC: w6rz07kt
- Système universitaire de documentation: 03062214X
- Trove: 1193614
- Virtual International Authority File: 61593330
- WorldCat: E39PBJrckCHKm8hyt4vgFBpF8C